# ミステリー・ガール
『ミステリー・ガール』（Mystery Girl）は、1989年に発表されたロイ・オービソンのスタジオ・アルバム。オービソンは1988年12月6日に死去しており、遺作として発売された。

## 解説
トラヴェリング・ウィルベリーズのアルバム『トラヴェリング・ウィルベリーズ Vol.1』（1988年）でオービソンと共演したジョージ・ハリスン、ジェフ・リン、トム・ペティが参加。また、トラヴェリング・ウィルベリーズのレコーディングをサポートしたジム・ケルトナーや、トム・ペティが率いるハートブレイカーズのメンバーであるマイク・キャンベル、ベンモント・テンチ、ハウィー・エプスタインも、多くの曲に参加している。
U2のボノとジ・エッジが書き下ろしの新曲「シーズ・ア・ミステリー・トゥ・ミー」を提供し、ボノはレコーディングにも参加した。「コメディアンズ」はエルヴィス・コステロのアルバム『グッバイ・クルエル・ワールド』（1984年）に収録されていた曲だが、コステロ本人がオービソンのために一部を改変したヴァージョンである。
本作は、オービソンのアルバムとしては初めて、母国アメリカのBillboard 200でトップ5入りを果たした。本作からの第1弾シングル「ユー・ゴット・イット」は、アメリカでは25年振りにBillboard Hot 100のトップ10入りを果たして最高9位に達し、全英シングルチャートでは3位に達して23年振りのトップ10入りとなった。イギリスでは更に、「シーズ・ア・ミステリー・トゥ・ミー」が27位、「カリフォルニア・ブルー」が77位に達した。
2007年に発売された日本盤再発CDのボーナス・トラック「ユー・メイ・フィール・ミー・クライング」は、映画『エンド・オブ・バイオレンス』（1997年公開）に使用されていた曲で、プロデュースはブライアン・イーノによる。同曲は、ボックス・セット『The Soul of Rock and Roll』（2008年）にも収録された。

## 収録曲
1. ユー・ゴット・イット "You Got It" (Roy Orbison, Jeff Lynne, Tom Petty) – 3:30
  - プロデュース：ジェフ・リン
2. イン・ザ・リアル・ワールド "In the Real World" (Richard Kerr, Will Jennings) – 3:44
  - プロデュース：ロイ・オービソン、マイク・キャンベル、バーバラ・オービソン
3. （オール・アイ・キャン・ドゥ・イズ）ドリーム・ユー  ""(All I Can Do Is) Dream You" (Billy Burnette, David Malloy) – 3:39
  - プロデュース：T・ボーン・バーネット
4. ア・ラヴ・ソー・ビューティフル "A Love So Beautiful" (R. Orbison, J. Lynne) – 3:33
  - プロデュース：ジェフ・リン
5. カリフォルニア・ブルー "California Blue" (R. Orbison, J. Lynne, T. Petty) – 3:58
  - プロデュース：ジェフ・リン
6. シーズ・ア・ミステリー・トゥ・ミー "She's a Mystery to Me" (Bono, The Edge) – 4:17
  - プロデュース：ボノ
7. コメディアンズ "The Comedians" (Elvis Costello) – 3:25
  - プロデュース：T・ボーン・バーネット
8. ジ・オンリー・ワン "The Only One" (Wesley Orbison, Craig Wiseman) – 3:54
  - プロデュース：ロイ・オービソン、マイク・キャンベル
9. ウィンドサーファー "Windsurfer" (R. Orbison, Bill Dees) – 4:02
  - プロデュース：ロイ・オービソン、マイク・キャンベル
10. ケアレス・ハート "Careless Heart" (R. Orbison, Diane Warren, Albert Hammond) – 4:10
  - プロデュース：ロイ・オービソン、マイク・キャンベル

### 2007年再発盤ボーナス・トラック
1. ユー・メイ・フィール・ミー・クライング "You May Feel Me Crying" (R. Kerr, W. Jennings) – 4:14
  - プロデュース：ブライアン・イーノ

## 参加ミュージシャン
- ロイ・オービソン - ボーカル、 ギター、アコースティック・ギター
- ジェフ・リン - ギター(on 1. 5.)、ベース(on 1. 4. 5.)、キーボード(on 1. 4. 5.)、ピアノ(on 1.)、アコースティック・ギター(on 4.)、バッキング・ボーカル(on 1. 4. 5. 9.)
- トム・ペティ - アコースティック・ギター(on 1. 5.)、バッキング・ボーカル(on 1. 2. 5.)
- マイク・キャンベル - ギター(on 2. 10.)、ベース(on 2. 10.)、マンドリン(on 5.)、アコースティック・ギター(on 5. 9. 10.)
- リック・ヴィト - エレクトリックギター(on 3.)、スライドギター(on 9.)、バッキング・ボーカル(on 3.)
- ビリー・バーネット - アコースティック・ギター(on 3.)、バッキング・ボーカル(on 3.)
- ジョージ・ハリスン - アコースティック・ギター(on 4.)
- ボノ - ギター(on 6.)
- デヴィッド・ローズ - ギター(on 7.)
- T・ボーン・バーネット - ギター(on 7.)
- スティーヴ・クロッパー - ギター(on 8.)、ホーン・アレンジ(on 8.)
- アル・クーパー - オルガン(on 2.)
- ベンモント・テンチ - ピアノ(on 6. 8. 9. 10.)、オルガン(on 8.)
- ミッチェル・フルーム - ピアノ(on 7.)
- トム・"T-ボーン"・ウォーク - ベース(on 3.)
- ブエル・ニードリンガー - アルコ・ベース(on 3. 7.)
- ハウィー・エプスタイン - ベース(on 6. 8. 9.)、バッキング・ボーカル(2. 8. 9. 10.)
- ジェリー・シェフ - ストリング・ベース(on 7.)
- デヴィッド・マイナー - ストリングス・ベース(on 7.)
- フィル・ジョーンズ - ドラムス(on 1.)、パーカッション(on 1.)
- ジム・ケルトナー - ドラムス(2. 6. 7. 8. 9. 10.)
- ミッキー・カリー - ドラムス(on 3.)
- レイ・クーパー - ドラムス(on 4.)
- イアン・ウォーレス - ドラムス(on 5.)、パーカッション(on 5.)
- ゲイリー・コールマン - パーカッション(on 7.)
- マイク・アトレー - ストリングス・アレンジ(on 2. 7. 9.)
- ルイス・クラーク - 指揮(on 4. 5.)
- バーバラ・オービソン - バッキング・ボーカル(on 2.)
- ロイ・ケルトン・オービソン - バッキング・ボーカル(on 2.)